# (274300) UNESCO
(274300) UNESCO ist ein Asteroid des inneren Hauptgürtels, der am 25. August 2000 am Astronomischen Observatorium Andruschiwka in Haltschyn (IAU-Code A50), Ukraine, entdeckt wurde.
Mittlere Sonnenentfernung (große Halbachse), Exzentrizität und Neigung der Bahnebene des Asteroiden liegen innerhalb der jeweiligen Grenzwerte, die für die Nysa-Gruppe definiert sind, einer nach (44) Nysa benannten Gruppe von Asteroiden (auch Hertha-Familie genannt, nach (135) Hertha).
(274300) UNESCO wurde am 12. Juli 2014 nach der UNESCO benannt, einer Sonderorganisation der Vereinten Nationen, die sich der Förderung von Erziehung, Wissenschaft und Kultur sowie Kommunikation und Information verschrieben hat.